# Kamienka (rejon marksowski)
Kamienka (ros. Каменка) – wieś (sieło) w Rosji, w obwodzie saratowskim, w rejonie marksowskim. W 2010 liczyła 1100 mieszkańców.